# سمیره عزام
سمیره عزّام (۱۳ سپتامبر ۱۹۲۷ – ۸ اوت ۱۹۶۷) داستان‌نویس، مترجم و مجری رادیویی فلسطینی بود.اولین مجموعه داستان کوتاه خود را در سال ۱۹۵۴ با عنوان «چیزهای کوچک» منتشر کرد که در آن دربارهٔ نقش زنان در جامعۀ فلسطین نوشت. نام مستعاری را برای خود گزید و در پشت آن پنهان شد که «دختر ساحل» (به عربی: فتاة السّاحل) بود که با آن قطعه‌های احساسی، اشعار و داستان‌های کوتاه خود را در روزنامهٔ «فلسطین» امضا کرد.او را پیشگام داستان کوتاه در فلسطین می‌نامند.  او در میان زنان عرب فلسطینی در فعالیت‌های ملی نیز برجسته بود، چه در مبارزات سیاسی مخفیانه‌اش و چه در کارش به عنوان روزنامه‌نگار رادیویی. همچنین در عراق، با بدر شاکر السیاب در سردبیری روزنامهٔ «الشعب» شرکت داشت. در دههٔ ۱۹۶۰ فعال سیاسی شد و به تأسیس جبههٔ آزادیبخش فلسطین کمک کرد و مسئولیت شاخهٔ زنان آن را بر عهده گرفت. او در سال ۱۹۶۴ به عنوان عضو اولین شورای ملی فلسطین انتخاب شد. در زمینهٔ ترجمه از انگلیسی به عربی نیز کوشا بود. از او پنج مجموعه داستان کوتاه و همچنین مطالعات ادبی و انتقادی برجای مانده است. پس از جنگ ژوئن ۱۹۶۷، در طغیان احساسات خشمگینش، رمانی را که از قبل نوشته بود با عنوان «سینای بدون مرز» پاره کرد.

## زندگی و پیشه
او در ۱۳ سپتامبر ۱۹۲۷ در شهر عکا، سرپرستی فلسطین، در یک خانواده مسیحی ارتدکس به دنیا آمد. پدرش قیصر عزام و مادر او المپیا بوری نام داشت.او تحصیلات ابتدایی خود را در یکی از مدارس دولتی عکا گذراند و تحصیلات متوسطه خود را در مدرسه تکمیلی راهبه‌ها در حیفا ادامه داد. او همچنین با علاقهٔ بسیار به تحصیل زبان و ادبیات انگلیسی از طریق مکاتبه ادامه داد تا اینکه کاملاً در نوشتن و گفتار بر انگلیسی تسلط یافت. او از سال ۱۹۴۳ تا ۱۹۴۵ به عنوان معلم در مدرسهٔ ارتدوکس یونانی در شهر عکا کار کرد. سپس مدیریت یکی از مدارس ابتدایی عکا را به عهده گرفت. در آن دوره در روزنامهٔ «فلسطین» با نام «فتاة الساحل» (به معنای:دختر ساحل) می‌نوشت.
در سال ۱۹۴۸ پس از نکبت، با خانواده اش به بیروت و از آنجا به پادشاهی عراق گریخت و به مدت دو سال در مدرسه‌ای دخترانه در شهر حله به عنوان آموزگار مشغول به کار شد. سپس به لبنان بازگشت و برای برخی از مجلات و مؤسسات انتشاراتی به نوشتن و ترجمه پرداخت. انتشار آثار ادبی خود را در مجلاتی مانند «الأدیب» و «الآداب» آغاز کرد. در سال ۱۹۵۲ به مجری و سردبیر برنامه‌های «رکن المرأة» در رادیو خاور نزدیک در قبرس پیوست.هنگامی که رادیو در سال ۱۹۵۴ به بیروت جابجا شد، با آن نقل مکان کرد و مسئول برنامهٔ روزانه «مع الصبح» شد، تا اینکه این رادیو پس از بحران سوئز متوقف شد. او همچنین در این دوره داستان می‌نوشت و کتاب و رمان از انگلیسی به عربی ترجمه می‌کرد.
او در سال ۱۹۵۷ به بغداد بازگشت. در آنجا با یک شهروند فلسطینی اهل شهر ناصره به نام یوسف الحِسْن آشنا گشت که شوهرش شد. با رادیو بغداد و کویت شروع به کار کرد و در بین سال‌های ۱۹۵۷–۱۹۵۹ سمت ناظر و تهیه‌کنندهٔ برنامه‌های ادبی را بر عهده داشت. پس از انقلاب ۱۴ ژوئیه ۱۹۵۸، برنامهٔ صبحگاهی روزانهٔ رادیوی جمهوریِ نوبنیاد عراق به او محول شد. پیش از اینکه رژیم جدید عبدالکریم قاسم او و همسرش را در سال ۱۹۵۹ به اتهام ناصریسم به لبنان تبعید کند، در سردبیری روزنامهٔ «الشعب» نیز شرکت داشت که یکی از ویراستاران آن، شاعر بدر شاکر السیاب بود.
در ۱۹۵۹ به لبنان بازگشت و به داستان‌نویسی و ترجمهٔ کتاب دوباره روی آورد.پس از جنگ ژوئن ۱۹۶۷، سمیره عزام با کمیته‌های زنانی که در بیروت برای جمع‌آوری کمک‌های مالی برای فلسطینی‌هایی که تازه آواره شده بودند، تشکیل شده بود، همکاری کرد. علاوه بر این، او به عنوان ویراستار در مؤسسه انتشارات فرانکلین در بیروت مشغول به کار شد و آثاری ادبی را از انگلیسی به عربی ترجمه کرد. از آغاز دههٔ شصت میلادی، نوشته‌های او در هفته‌نامهٔ «الحوادث» چاپ می‌شد، اما مقالات او محدود به ادبیات نبود، بلکه جنبه‌های سیاسی و اجتماعی را نیز در بر می‌گرفت.
سمیره عزام نقش مؤثری در ساخت هستهٔ جبههٔ آزادیبخش فلسطین (PLF) داشت که نشانه‌های پنهان آن در سال ۱۹۶۱ بود. او تنها زنی در میان گروه مردان مبارزی بود که برای تدارک تشکیل این جبهه که از زمان انتشار اولین منشور مخفیانه‌اش در سال ۱۹۶۳ به «جبههٔ آزادی فلسطین - راه بازگشت» معروف شد، گرد هم می‌آمدند. وی به مبارزات مخفیانهٔ خود ادامه داد و خیلی زود مسئول شاخهٔ زنان جبهه شد و تا سال مرگش این سمت را حفظ کرد. دربارهٔ فعالیت سیاسی آشکار او، به شرکتش در اولین مجلس ملی فلسطین که سازمان آزادیبخش فلسطین در ۲۸ مه ۱۹۶۴ از آن ظهور کرد، می‌توان اشاره کرد. او یکی از هشت زنی بود که نمایندهٔ زنان فلسطین در این کنفرانس تاریخی بود.سپس یک سال بعد در همایش اتحادیهٔ عمومی زنان فلسطین در شهر بیت‌المقدس شرکت کرد که شماری از همرزمانش در جبههٔ آزادی با او شرکت داشتند.

## زندگی شخصی
برادرش سهیل، خواهرانش سهام، سهیله و عبله بودند. همسرش، یوسف الحِسْن نویسنده بود.

## درگذشت
سمیره عزام صبح در روز ۸ اوت ۱۹۶۷ بیروت را به مقصد امان در اردن با هدف دیدار با تعدادی از پناهندگان فلسطینی ترک کرد. در حومهٔ شهر جرش در منطقهٔ رمثا در حالی که او در خودرو با دوستانش در حال سفر بود، دچار حملهٔ قلبی شد که باعث مرگ وی گشت. پیکرش را به بیروت منتقل کردند و در آنجا در قبرستان پروتستان در رأس النبع، بیروت، به خاک سپرده شد. در سال ۱۹۹۰، سازمان آزادیبخش فلسطین به نام او «نشان قدس برای فرهنگ، هنر و ادبیات» اعطا کرد.

## آثار ادبی
سمیره عزام پنج مجموعه داستان کوتاه و بیش از دوازده کتاب ترجمه‌شده از انگلیسی به عربی از خود به جای گذاشته است، علاوه بر تعداد زیادی گفتگوی ادبی و رادیویی و آثار زیر نظر نویسندگان و مترجمان دیگر. بیشتر داستان‌های او حول محور مسائل اجتماعی می‌چرخد و شرایط افراد بدبخت و بی‌خانمان را به تصویر می‌کشد.رجاء النقاش منتقد مصری او را «شاهدخت (امیره) داستان کوتاه عرب» می‌دانست. غسان کنفانی هنگام سخنرانی تشییع جنازه‌اش خطاب به او گفت: «استاد من و معلم من». کنفانی دربارهٔ ادبیات عزام نیز گفت: «این را نمی‌توان ادبیات فمینیستی دانست، بلکه می‌توان آن را «ادبیات تبعیدی» نامید، زیرا حول محور یک موضوع جامع‌تر ملی به معنای انسانی می‌چرخد و بازتابی از واقعیت زنانه از دیدگاه روانی و عاطفی نیست.» عزام همچنین رمانی به نام «سینای بدون مرز» (به عربی:سیناء بلاء حدود) را نوشت که پس از جنگ ۱۹۶۷ آن را پاره کرد و تنها یک فصل از آن در روزنامه منتشر شد.
مجموعه داستان‌های وی عبارت‌اند از:
- أشياء صغيرة: ۱۹۵۴
- الظل الکبير: ۱۹۵۶
- قصص أخرى: ۱۹۶۰
- الساعة والإنسان: ۱۹۶۳
- العيد من النافذة الغربية: ۱۹۷۱

حدود ۲۳ متن اصلی بین سال‌های ۱۹۵۵ و ۱۹۶۴ به انگلیسی به عربی ترجمه کرد، برخی عنوان‌های عربی آنان:
- كانديدا: جورج برنارد شاو، ۱۹۵۵
- جناج النساء، پرل باک، ۱۹۵۸
- ريح الشرق وريح الغرب، پرل باک، ۱۹۵۸
- أمريكي في أوروبا، دزورث، ۱۹۵۹
- قصة القصيرة في أمريكا: ری ب. وست، ۱۹۶۱
- كيف تساعد أبناءك في المدرسة: همراه صبحیه فارس، از ماری فرانک و لورنس ک، ۱۹۶۱
- القصة الأمريكية القصيرة: دانفورت روث، ۱۹۵۶
- وولف توماس: مختارات من فنّه القصصي: وولف توماس، ۱۹۶۲
- حين فقدنا الرضا: جان استاین‌بک، ۱۹۶۲
- حكايات الأبطال: گردآوردهٔ الس هزلتین، ۱۹۶۳
- عصر البراءة
- في التليفزيون، كيف تكتب وكيف تُخرِج: ویلیام ارفینگ، ۱۹۶۴